# 이쿠타하라정
이쿠타하라정(일본어: 生田原町)은 일본 홋카이도 아바시리 지청에 있던 정이다. 2005년 10월 1일에, 이쿠타하라정, 마루셋푸정, 시라타키촌이 신설합병해 엔가루정이 되었다.

## 지리
아바시리지청 서부, 몬베쓰군 지역의 중심 도시인 엔카루쵸 남부에 접해 있다. 북쪽을 제외한 삼면이 산으로 둘러싸인 지형. 마을을 남북으로 국도 242호, 이시키타 본선이 가로지른다. 마을의 중심은 마을 중부에 있는 이쿠타바라 시가지.
기후는 내륙형으로 낮과 밤의 일교차가 심하다. 연평균 기온은 6.9도이다.

## 역사
- 1925년 1월 - 엔가루촌에서 분촌해, 2급정촌제 시행으로 이쿠타하라촌이 되었다. 당시의 인구는 4,767명이였다.
- 1935년 - 이쿠다와라 구리광산이 발견되면서 인구가 6,000명 가까이 증가하였다.
- 1954년 4월 - 정으로 승격해 이쿠타하라정이 되었다.
- 2005년 10월 1일 -  이쿠타하라정, 마루셋푸정, 시라타키촌이 신설합병해 엔가루정이 되었다.

## 교통

### 철도
- 홋카이도 여객철도 세키호쿠 본선

### 도로
- 국도 242호선
- 국도 333호선